# Уряд Бермудських Островів
Уряд Бермудських Островів — вищий орган виконавчої влади Бермудських Островів.

## Голова уряду
- Прем'єр-міністр — Крейг Каннонір (англ. Craig Cannonier).

## Кабінет міністрів
Склад чинного уряду подано станом на 4 січня 2013 року.
| Логотип | Міністерство                                    | Міністр                                            | Фото | Час на посаді | Час на посаді | Партія | Партія | Вебсайт |
| ------- | ----------------------------------------------- | -------------------------------------------------- | ---- | ------------- | ------------- | ------ | ------ | ------- |
|         | Міністерство внутрішніх справ                   | Майкл Фахі (Michael Fahy)                          |      |               |               |        |        |         |
|         | Міністерство громадської безпеки                | Майкл Данклей (Michael Dunkley)                    |      |               |               |        |        |         |
|         | Міністерство екології та планування             | Сілван Річардс (Sylvan Richards)                   |      |               |               |        |        |         |
|         | Міністерство економічного розвитку              | Грант Гіббонс (Grant Gibbons)                      |      |               |               |        |        |         |
|         | Міністерство житлово-комунального господарства  | Тревор Моніз (Trevor Moniz)                        |      |               |               |        |        |         |
|         | Міністерство освіти                             | Налтон Бренгман (Nalton Brangman)                  |      |               |               |        |        |         |
|         | Міністерство охорони здоров'я                   | Патриція Гордон-Памплін (Patricia Gordon-Pamplin)  |      |               |               |        |        |         |
|         | Міністерство суспільного і культурного розвитку | Вейн Скотт (Wayne Scott)                           |      |               |               |        |        |         |
|         | Міністерство туризму, розвитку і транспорту     | Шон Кроквелл (Shawn Crockwell)                     |      |               |               |        |        |         |
|         | Міністерство фінансів                           | Еверард Трентон Річардс (Everard Trenton Richards) |      |               |               |        |        |         |
|         | Міністерство юстиції                            | Марк Петтінгілл (Mark Pettingill)                  |      |               |               |        |        |         |
|         | Міністр без портфеля                            | Леа Скотт (Leah Scott)                             |      |               |               |        |        |         |